# Бутырская тюрьма
Буты́рский тюре́мный за́мок (ФКУ СИЗО-2 ГУФСИН России по г. Москве), известный также как Буты́рская тюрьма́ или «Буты́рка» — следственный изолятор в Москве, самая крупная тюрьма российской столицы, одна из старейших и наиболее известных тюрем России. Располагается в Тверском районе ЦАО на Новослободской улице (дом 45), близ Бутырской заставы, от которой учреждение и получило своё название.
Здание тюрьмы числится в списке охраняемых государством памятников истории и архитектуры.

## История

### XVIII век
Во времена правления Екатерины II южнее слободы Бутырки и Бутырской заставы была построена казарма Бутырского гусарского полка, рядом с ней располагался деревянный острог.
Емельян Пугачёв до своей казни в январе 1775 года содержался закованным в цепи в подвале сохранившейся на территории современной тюрьмы башни, ныне носящей его имя.
В 1784 году Екатерина II в письме московскому генерал-губернатору Захару Чернышёву дала согласие на строительство у Бутырской заставы каменного губернского тюремного замка вместо уже имевшегося деревянного острога. К письму прилагался общий план будущей тюрьмы.
Здание тюрьмы было спроектировано выдающимся московским архитектором Матвеем Казаковым. Бутырский замок имел 4 башни: «Пугачёвская» (до 1775 года — «Южная»), «Полицейская», «Северная», «Часовая». В центре Бутырского губернского тюремного замка в 1782 году был возведён Покровский храм, также по проекту Казакова.

### XIX век
Перед оккупацией Москвы французами в 1812 году заключённые тюрьмы были эвакуированы в Нижний Новгород. Во время оккупации Москвы Наполеон приказал пробить брешь в ограде тюрьмы при помощи двух артиллерийских орудий, чтобы проверить, устоят ли кирпичи и можно ли в случае необходимости будет использовать тюрьму как крепость.
С 1868 года заведение было центральной пересыльной тюрьмой, через которую ежегодно проходило порядка 30 тыс. человек. При тюрьме действовали столярные, переплётная, сапожная, портняжная мастерские, а также мастерские по изготовлению венских стульев и выжигания по дереву. Также был организован Сергиево-Елисаветинский приют для жён и детей, добровольно следующих за ссыльными в Сибирь.
В 1873 году в тюрьме была выявлена группа фальшивомонетчиков.
В 1877—1879 годах тюрьма была перестроена А. Г. Вейденбаумом по проекту архитектора А. Ф. Шимановского.

Меж Бутырской и Тверской

Там стоят четыре башни.

По середке божий храм.

За стенами нас не видно,

Каковы мы здесь живем.
— Н. Свешников и Н. Лесков, «Спиридоны-повороты» (1889)//«Русская мысль», №8
С 1881 года в тюрьме стали содержать административных политических ссыльных до их отправки к месту ссылки. Как видно из сообщения московского губернатора в Главное тюремное управление, в марте 1882 года политические заключённые были размещены по четырём башням Бутырской тюрьмы, а именно: в Пугачёвской содержалось 9 женщин, в Полицейской — 5 мужчин, в Северной — 16 мужчин и в Часовой — 2 мужчин.
Л. Н. Толстой в 1884 году посетил в Бутырской тюрьме знакомого ему политзаключённого Егора Лазарева. Впоследствии Лазарев стал прототипом революционера Набатова в романе Толстого «Воскресение». Толстой, работая над романом «Воскресение», в январе 1899 года посещал надзирателя Бутырской тюрьмы И. М. Виноградова и расспрашивал его о тюремном быте. В апреле 1899 года Толстой приехал в Бутырскую тюрьму, чтобы пройти с отправляемыми в Сибирь осуждёнными путь до Николаевского вокзала, а затем изобразил этот путь в романе.

### XX век
Во время декабрьского восстания 1905 года дружинники (в основном рабочие Миусского трамвайного парка, а также савёловские и брестские железнодорожники) пытались захватить тюрьму, но были отбиты конвойной командой; бои продолжались до 14 декабря, когда Миусский парк был освобождён отрядом драгун. В 1907 году в тюрьме было создано следственное отделение. В 1908 году в Бутырской тюрьме было создано каторжное отделение («Временный централ»).
В 1905—1910 годах в тюрьме содержались Иван Каляев, Николай Шмит, матросы с мятежного крейсера «Очаков», а также Владимир Маяковский.
В 1908 году в Бутырке выступал иллюзионист Гарри Гудини. За 28 минут, к ликованию заключённых, он сумел освободиться из специального транспортного «ящика», в котором арестантов перевозили из Москвы в Сибирь. Маэстро заковали в кандалы и цепи, закрыли в контейнере, придвинув крышкой к стене, но он преодолел все преграды на пути к свободе.
В 1908 году в Бутырке содержался Марк Венгеров, российский журналист, революционер.
В 1911—1917 годах в Бутырке содержался Н. И. Махно. Как и все политзаключённые, он был освобождён во время Февральской революции. 1 марта 1917 года был освобождён из Бутырской тюрьмы Феликс Дзержинский, приговорённый за год до этого к 6 годам каторги.
После Октябрьской революции
После Октябрьской революции 1917 года Бутырская тюрьма использовалась как следственная и пересыльная тюрьма. В 1921 г. в Бутырках содержался и был убит часовым бывший командарм Ф. К. Миронов. Тюремный храм в 1922 году был закрыт. В 1920-е годы некоторое время надзирателем в больничном отделении служил будущий писатель Евгений Петров.
Во время Большого террора в 1937—1938 годах в каждой камере бывало заключено до 170 человек. Всего тогда в тюрьме одновременно содержалось около 20 тысяч человек. Тысячи узников были расстреляны по окончании следствия.
В 1930-е —1940-е годы в тюрьме содержались:
- Варлам Шаламов,
- Осип Мандельштам,
- Сергей Королёв,
- Александр Солженицын,
- Евгения Гинзбург,
- Борис Фомин,
- Алихан Букейханов,
- Гарегин Апресов

Во время Великой Отечественной войны часть тюрьмы была переоборудована в мастерские, где заключённые работали для нужд армии.
Вплоть до 1996 года в Бутырской тюрьме приводились в исполнение смертные приговоры, вынесенные Верховными судами СССР и РСФСР, (после распада СССР — Верховным судом РФ), Московским городским и Московским областным судами. Сюда же этапировали для исполнения приговора осуждённых к смертной казни по приговорам Владимирского, Ивановского, Ярославского, Смоленского, Тульского, Калужского и Калининского областных судов. Именно в Бутырской тюрьме были казнены предатель Власов и его сподвижники, серийные убийцы Асратян и Головкин, осуждённые за убийство сотрудника КГБ СССР Афанасьева начальник линейного ОМ-5 Барышев и сотрудники Рассохин, Лобанов и Попов.
При тюрьме с 1971 года действует музей. Посещение возможно лишь в рамках экскурсии по заявке от юридического лица.

## В настоящее время
В настоящее время тюрьма используется как крупнейший следственный изолятор Москвы. Это комплекс из примерно 20 трёхэтажных корпусов. Также в 1980-х годах под нужды тюрьмы был отдан жилой многоэтажный дом. В тюрьме 434 камеры, из которых 101 — общие камеры размером приблизительно 6 х 12 метров. Имеющиеся на стенах одёжные крючки свидетельствуют о том, что первоначально в этих камерах предполагалось размещать по 20—25 заключённых. Ещё 301 камера имеет меньшую площадь: первоначально в каждой из них предполагалось размещать не более четырёх заключённых. 32 карцера предназначены для дисциплинарных наказаний.
В общей сложности в Бутырской тюрьме должно быть не более 3500 заключённых, в настоящее время[когда?] в ней содержатся менее 2700 человек. До реконструкции в больших камерах площадью 75 квадратных метров могли находиться до 60 человек, которые спали здесь в 3—4 смены (в 1996 году в таких камерах бывало более 120 заключённых).
В СИЗО с 1992 года вновь действует православный Покровский храм.
В мае 1994 года несколько «авторитетов», бывших заключённых, во главе с «Сибиряком» (Сергеем Липчанским), решили навестить товарищей в Бутырской тюрьме, договорившись с сотрудниками учреждения. Но об этом стало известно правоохранительным органам, и было задержано 34 человека — сотрудников изолятора и «гостей». Двое сотрудников тюрьмы были осуждены к году лишения свободы, многих уволили по собственному желанию или отправили на пенсию.
С 1996 года в Бутырскую тюрьму, за исключением психиатрического отделения больницы, больше не помещают женщин.
Одним из самых известных заключённых последнего времени можно назвать Владимира Гусинского, который в июне 2000 года провёл в тюрьме три дня. Позднее в СИЗО №2 под стражей находились следующие известные личности:  юрист-расследователь Сергей Магнитский, фигурант Болотного дела Николай Кавказский, футболисты Александр Кокорин и Павел Мамаев, брат Алексея Навального Олег Навальный, экс-глава Серпуховского района Подмосковья Александр Шестун. В 2022 году в нем также содержался Илья Яшин.
28 января 2008 года заместитель директора Федеральной службы исполнения наказаний РФ Владимир Семенюк рассказал журналистам о том, что «были желающие выкупить у нас это здание, но мы сказали: постройте нам изолятор, а этот заберите». Однако, по его словам, когда инвесторы стали более детально просчитывать стоимость строительства нового следственного изолятора, то они отказались от сделки.
В декабре 2018 года заместитель главы Федеральной службы исполнения наказаний России Валерий Максименко сообщил журналисту газеты «Московский комсомолец» о принятом решении закрыть СИЗО № 2 «Бутырка» и СИЗО № 3 «Пресня», а вместо них открыть новый СИЗО на 5 тысяч мест  — в районе либо Калужского шоссе (в Новой Москве), либо Дмитровского шоссе. По утверждению Валерия Максименко, работы должны были начаться в январе 2019 года, причём строительство предполагалось завершить «в кратчайшие сроки, возможно даже за год». В подзаголовке статьи утверждалось, что новый СИЗО будет располагаться за Московской кольцевой автодорогой. Несмотря на эти заявления, по состоянию на 2024 год «Бутырка» по-прежнему является действующим пенитенциарным учреждением.

## Побеги
С 1905 по 1913 год из Бутырской тюрьмы было совершено несколько побегов. В 1909 году (заключёнными под стражу подследственными) и 16 мая 1913 (каторжниками) планировались массовые, не состоявшиеся побеги.
В советское время о побегах не сообщалось.
В постсоветский период:
- В 1992 году первый побег из «Бутырки» совершили двое подследственных.
- В июле 1996 года первый побег женщины из «Бутырки» (Наталья Сорокожердева, 26 лет.). Через три дня была задержана на Дорогомиловском рынке Москвы.
- 1996 год — ещё 2 удавшихся побега (двое заключённых в прогулочном дворике отогнули решётку и через крышу по верёвке спустились на улицу. Их удалось задержать достаточно быстро).
- 24 марта 2000 года сбежал и позднее (через 5 дней) был пойман налётчик из Грузии.
- В сентябре 2001 года из «камеры смертников» сбежали три особо опасных преступника с большими сроками заключения, проковыряв за несколько дней проволочным штырём цементный (в плохом состоянии) пол до коллектора, по которому и выбрались на улицу. Двоих задержали в Московской области через три недели. Третьего (Борис Безотечество) задержали только в апреле 2003 года.
- В октябре 2001 года через решётку в комнате для свиданий совершил побег Иван Виноградов. Пойман через месяц.
- 22 марта 2010 года из-под стражи бежал 25-летний уроженец Белоруссии Виталий Островский, содержавшийся в следственном изоляторе по обвинению в серии краж. «Побег был совершён путём преодоления основного ограждения следственного изолятора во время конвоирования. Он оттолкнул конвойного, выбежал во внутренний двор тюрьмы и сумел за несколько секунд залезть по стене, цепляясь за немного выступающие в кирпичной кладке стены выступы кирпичей на высоту более 4,5 метров, после чего перелез через колючую проволоку и спустился со стены на улицу за пределами тюрьмы». Поймать беглеца по горячим следам не удалось. По свидетельству СМИ, бежавший долгие годы занимался альпинизмом[10]. Пойман спустя 2 года в Финляндии[11].
- 24 апреля 2010 года сбежал и был пойман в этот же день (на Зубовском бульваре, в Москве) ранее судимый, подозреваемый в насилии над несовершеннолетним, Василий Локалёв, 24 года. Локалёв выбрался из камеры, выдавив решётку окна. Затем, взобравшись на крышу изолятора, он спрыгнул с неё и покинул территорию учреждения[12].

### Комментарии
1. ↑  Помимо того, по словам Валерия Максименко, рассматривался и вопрос о закрытии СИЗО № 1 («Матросская тишина»), которое, однако, решили не трогать[9].